# William Sturmy
Sir William Sturmy (parfois appelé Esturmy), né vers 1356 et mort le 21 mars 1427 à Elvetham dans le Hampshire, est un diplomate et parlementaire anglais.

## Biographie
Propriétaire de manoirs et de terres dans le nord du Hampshire et dans l'est du Wiltshire, dont la manoir familial ancestral de Wulfhall (ou Wolf Hall), William Esturmy est élu une première fois député du Hampshire à la Chambre des communes du Parlement d'Angleterre en 1384, deux ans après avoir épousé Joan Crawthorne. Fait chevalier en 1388, il est ensuite député du Wiltshire au parlement de janvier 1390, du Hampshire à celui de novembre de la même année, du Devon à celui de 1391, et du Wiltshire à celui qui suit en 1393. Durant ces années, il est proche de figures importantes de la cour de Richard II, notamment de l'évêque et ancien chancelier de l'Échiquier William de Wykeham. En avril 1397 il fait partie de la délégation diplomatique dépêchée par le roi à Avignon puis à Rome pour tenter en vain de résoudre le Grand schisme d'Occident qui déchire l'Église. Il effectue son retour à la Chambre des communes en y étant élu en 1399 pour le parlement qui entérine l'abdication forcée de Richard II et reconnaît pour nouveau roi Henri IV. 
Il est réélu au parlement de janvier 1401 comme député du Devon puis, en mars, est nommé membre du Conseil du Roi. Il est envoyé en missions diplomatiques en Allemagne, pour y obtenir la reconnaissance du nouveau gouvernement anglais. En 1404 il est envoyé à Rotterdam pour négocier avec les Flamands, ces derniers exigeant que l'Angleterre les compense pour la perte de cargaisons marchandes saisies par des pirates. Élu au parlement d'octobre 1404, il est choisi par les députés comme président de la Chambre. Cette assemblée de 1404 est parfois appelée le « Parlement ignorant » ou le « Parlement sans loi », le roi ayant interdit que tout avocat y siège. Avec l'accord de la Chambre, en fin de la session, Sturmy part en Prusse négocier auprès de Konrad von Jungingen, Grand maître de l'Ordre teutonique, la fin d'embargo décrété par cet ordre contre l'importation de tissus anglais. Il obtient la signature d'un traité à cet effet, puis se rend dans les ports de la Hanse où il négocie et obtient des bourgmestres une trêve dans leur conflit avec l'Angleterre. Il poursuit plusieurs autres missions diplomatiques à l'étranger au cours de l'année 1407. 
À partir de 1404 environ, il est également l'intendant des terres de l'épouse d'Henri IV, la reine Jeanne de Navarre, jusqu'à ce que celle-ci tombe en disgrâce en 1419, accusée d'user de nécromancie pour comploter contre son mari. William Sturmy siège à nouveau aux parlements de mai 1413, de novembre 1414 puis de 1417, y représentant le Wiltshire. En mars 1418 il est chargé, sans succès, d'obtenir en Hollande que Jacqueline de Hainaut se fiance à Jean de Lancastre, frère d'Henri IV. Il est élu une dernière fois député en 1422, alors âgé d'environ 66 ans. Il dispose alors d'une influence conséquente dans le Wiltshire et au-delà, grâce à laquelle sont élus à cette même assemblée son fils illégitime John Sturmy, son petit-fils John Seymour et son cousin Robert Erle. À l'issue de ce parlement, William Sturmy se retire de la vie publique. 
Par sa fille aînée Maud et son petit-fils John Seymour, il est l'ancêtre de la reine Jane Seymour, l'épouse favorite du roi Henri VIII au XVIe siècle.